# Circuit Zolder
Koordinati:   50°59′22″N, 5°15′25″E
Circuit Zolder (izg.: Solder) je 4011 metrov dolgo dirkališče v belgijskem kraju Zolder-Terlaemen. Zgrajeno je bilo leta 1963, do leta 1984 pa je na njem z dvema enoletnima presledkoma potekala dirka Formule 1 za Veliko nagrado Belgije.  
Najuspešnejši dirkač na tem dirkališču je Avstrijec Niki Lauda, ki mu je kot edinemu uspelo zmagati dvakrat, med moštvi pa je na vrhu Ferrari s štirimi zmagami. Toda bolj kot po tem, bo dirkališče ostalo predvsem znano kot kraj, kjer je leta 1982 smrtno nesrečo doživel legendarni kanadski dirkač, Gilles Villeneuve.

## Zmagovalci
| Sezona | Zmagovalec       | Moštvo        | Poročilo |
| ------ | ---------------- | ------------- | -------- |
| 1984   | Michele Alboreto | Ferrari       | Poročilo |
| 1982   | John Watson      | McLaren-Ford  | Poročilo |
| 1981   | Carlos Reutemann | Williams-Ford | Poročilo |
| 1980   | Didier Pironi    | Ligier-Ford   | Poročilo |
| 1979   | Jody Scheckter   | Ferrari       | Poročilo |
| 1978   | Mario Andretti   | Lotus-Ford    | Poročilo |
| 1977   | Gunnar Nilsson   | Lotus-Ford    | Poročilo |
| 1976   | Niki Lauda       | Ferrari       | Poročilo |
| 1975   | Niki Lauda       | Ferrari       | Poročilo |
| 1973   | Jackie Stewart   | Tyrrell-Ford  | Poročilo |